# Xiaomi SU7

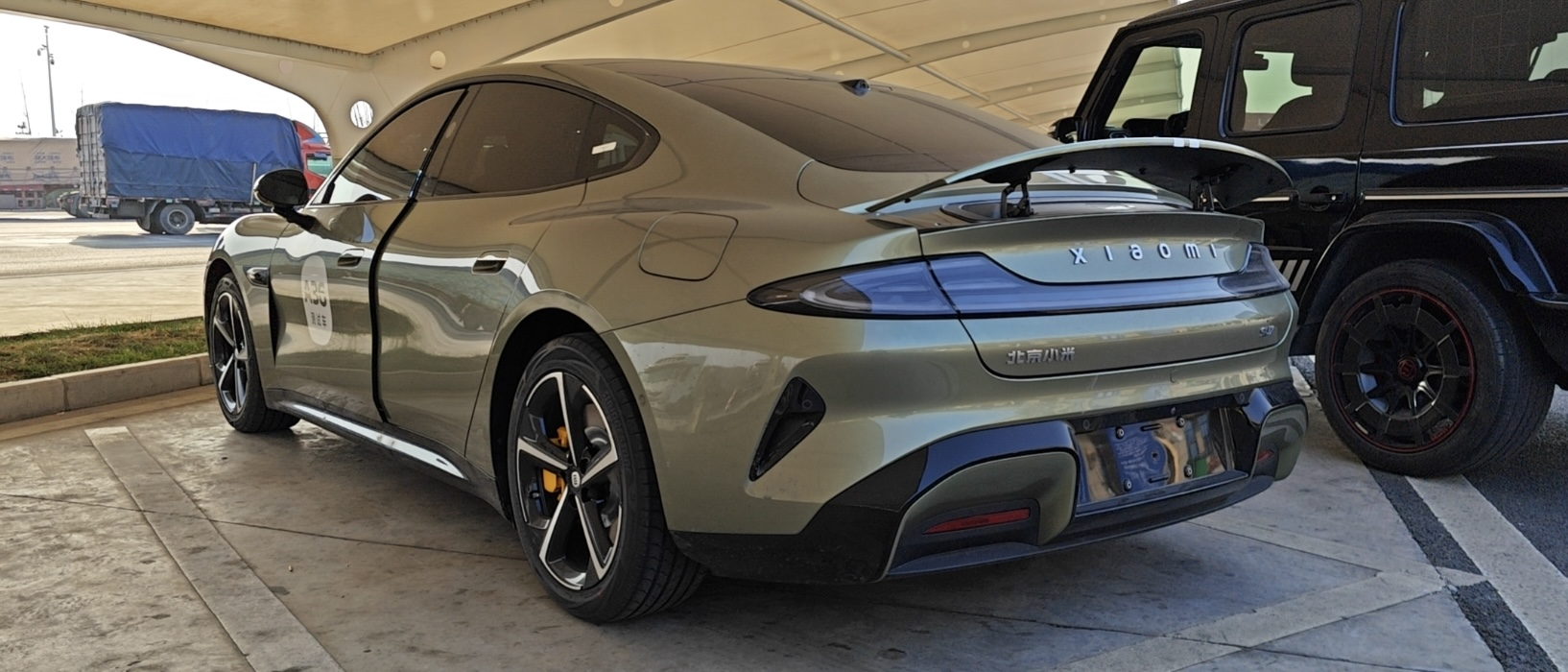
Parte posterior del Xiaomi SU7

El Xiaomi SU7 (en chino, 小米SU7) es un sedán eléctrico de tamaño completo desarrollado por la empresa china Xiaomi Auto. Es el primer vehículo de Xiaomi, y se fabrica bajo contrato por BAIC Off-road en Pekín. El 28 de diciembre de 2023, Xiaomi presentó su primer coche eléctrico, el SU7[4]. El SU7 Fue anunciado en diciembre de 2023, se presentó formalmente el 28 de marzo de 2024 en Pekín, y Xiaomi empezó a aceptar pedidos del coche ese mismo día.
El SU7 está disponible en dos versiones, llamadas SU7 y SU7 Max. De acuerdo a Xiaomi, «SU» significa «Speed Ultra», y el número 7 indica el segmento en el mercado del automóvil.

## Historia
Xiaomi anunció su intención de participar en el mercado de los vehículos eléctricos en marzo de 2021. El primer ejecutivo de Xiaomi, Lei Jun, afirmó entonces que la empresa invertiría 10 000 millones de yuanes en el proyecto. Xiaomi Automobile se fundó en 2021, con sede en la Zona de Desarrollo Económico y Tecnológico de Pekín. La empresa recibió autorización de la Comisión Nacional de Desarrollo y Reforma de China en agosto de 2023.
La producción del SU7 inició en diciembre de 2023. Se presentó el 28 de diciembre de 2023.

## Diseño
El SU7 fue desarrollado con el nombre en código «MS11». El equipo de diseño fue liderado por Li Tianyuan, diseñador traído de BMW. A decir de Lei Jun, rechazó tres propuestas de diseño debido a problemas de durabilidad. Xiaomi efectuó pruebas de referencia de su modelo con el Taycan de Porsche y el Modelo S de Tesla.
El sedán incorpora una suspensión neumática con amortiguadores adaptativos, un obturador de rejilla activo (active grille shutter, AGS) y un alerón trasero móvil con cuatro niveles de ajuste. La compañía sostiene que el coeficiente de resistencia del SU7 es el más bajo del mundo, un 0.195.
El SU7 está equipado con un centro de infoentretenimiento con pantalla táctil de 16.1 pulgadas de resolución 3K. El sistema de entretenimiento funciona por medio de un sistema en un chip (SoC) Snapdragon 8295 de Qualcomm y el sistema operativo HyperOS. De serie incluye un sistema de apoyo de conducción llamado Xiaomi Pilot, con 16 funciones. Utiliza dos chips integrados Nvidia Drive Orin.
El SU7 se sirve de numerosos proveedores internacionales para sus partes, incluidos Bosch, Brembo, Continental, ThyssenKrupp, ZF Friedrichshafen, Benteler, Schaeffler Group y Nexteer Automotive.

## Especificaciones
El SU7 se sustenta en una arquitectura eléctrica de 800 voltios, con un máximo de 871 voltios. La empresa comercializa los motores eléctricos utilizados por el SU7 como «HyperEngine V6 Series». El SU7 básico con tracción trasera funciona a 400 voltios con una potencia de 220 kW (295 HP; 299 CV) y 400 N·m (40,8 kg·m; 295 lb·pie). El SU7 Max con tracción total funciona a 800 voltios y proporciona un total de 495 kW (664 HP; 673 CV) y 500 N·m (51,0 kg·m; 368,8 lb·pie).
El SU7 Max utiliza una batería NMC de 101 kWh producida por CATL y con la marca Qilin montada en un formato célula-carrocería. El SU7 básico, con tracción trasera, utiliza una batería LFP más pequeña de 73.6 kW. Xiaomi también tiene previsto lanzar versiones con baterías de 132 y 150 kWh.
Xiaomi afirma que el SU7 básico puede acelerar de 0-100 km/h (0-62 mph) en 5.3 segundos, mientras que la versión Max hace lo propio en 2.78 segundos. La velocidad está limitada a 210 km/h para el modelo básico, y a 265 km/h para el SU7 Max.